# El bany de la reina, Valsaín
El bany de la reina, Valsain es una obra de Joaquim Sorolla i Bastida pintada a l'oli sobre llenç amb unes dimensions de 106 × 82,5 cm. Fou pintada a l'estiu de 1907 a la localitat segoviana de Valsaín. Aquest estiu, el pintor es va traslladar al costat de la seva família a La Granja de San Ildefonso per l'encàrrec del retrat d'Alfons XIII amb uniforme d'hússar (Retrat d'Alfons XIII en uniforme d'hússar). Forma part del fons del Museu Sorolla de Madrid a través del llegat fundacional del museu.
L'obra mostra un paisatge de la localitat de Valsaín, el Gual de la Reina, on va ser pintada, en què s'observen una sèrie de pins que es reflecteixen en un rierol. En 1908 el quadre va ser portat a Londres, on va ser documentat com El Bao de la Reina (Granja), i posteriorment exhibit a la Hispanic Society of America a Nova York (1909) amb el nom de Bao de la Reina, a l'Institut d'Art de Chicago i al City Art Museum de San Luis com Pinares de la Granja (1911).
De la seva estada a La Granja són també Escala del Palau de la Granja, Arbres a la tardor, La Granja, Jardí a La Granja, Jardins de La Granja, Palau a La Granja, Maria als jardins de La Granja, El bany en La Granja i Neno nu, La Granja entre d'altres. També de Valsaín i del mateix període és Tempesta sobre Peñalara.